# Пиннеберг
Пи́ннеберг (нем. Pinneberg) — город и бывший административный центр района Пиннеберг в федеральной земле Шлезвиг-Гольштейн, в Германии. Входит в Гамбургскую региональную агломерацию.

## География
Город расположен примерно в 18 километрах к северо-западу от центра Гамбурга по прямой линии в устье ручья Мюленау, впадающего в реку Пиннау, которая, в свою очередь, впадает в реку Эльбу в районе Нижней Эльбы, которая впадает в Северное море. В состав Пиннеберга входят районы Центр, Квелленталь, Тесдорф, Эггерштедт, Пиннебергердорф, или Пиннеберг-Норд и Ратсберг, и Вальденау-Датум. Город граничит на севере с коммунами Присдорф, Куммерфельд и Борстель-Хоэнраден, на востоке с коммунами Тангштедт, Реллинген и Хальстенбек, на юге с городами Шенефельд и Гамбург (район Гамбург-Риссен), на западе с коммуной Аппен.

## История
Ранние поселения на территории Пиннеберга обнаружены на северо-западе города и относятся к железному веку. В 2016 году во время археологических раскопок возле доисторического захоронения в районе Ратсберг был обнаружен длинный дом. Примерно в 1200 году в Пиннеберге был построен первый замок, владельцем которого в 1370 году стал граф Адольф VIII фон Шауэнбург. Впервые Пиннеберг упоминается в 1397 году как место проведения тинга; отсюда берёт своё название улица Дингштатте. Первое письменное упоминание об этом месте датируется 1351 годом. В 1472 году на месте прежнего замка был построен новый ренессансный замок, который сильно пострадал в 1627 и 1657 годах и был снесён в 1720 году. С 1765 по 1767 год ланддрост Ганс фон Алефельдт построил дворец Дростей, ставший главной достопримечательностью города. Кирпичное здание, предположительно, было возведено по проекту Эрнста Георга Зоннина и является важным образцом светской барочной архитектуры во всём районе Пиннеберг. В настоящее время здание используется в качестве районного культурного центра.
Вскоре после строительства замка, в его окрестностях стали селиться придворные слуги и ремесленники, которые образовали Пиннебергский посад. Однако только в 1826 году Пиннебергу был предоставлен привилегированный статус, а 1875 году — предоставлены права города, хотя с 1640 года он был резиденцией датского ланддроста, а с 1866 года — резиденцией прусского окружного администратора.
Во время осады Гамбурга казаками зимой 1813—1814 годов в городе располагалась штаб-квартира русской армии под командованием генерала Беннигсена (пребывание русских войск вошло в историю как «казачья зима»). В 1905 году территория Пиннеберга была увеличена за счёт включения в неё коммуны Пиннебергердорф (современный район Пиннеберг-Норд). В 1927 году в состав города вошли коммуны Тесдорф и Вальденау. В 1945 году после Второй мировой войны из-за притока беженцев, главным образом из Восточной Пруссии, население Пиннеберга удвоилось. В отличие от многих других городов земли Шлезвиг-Гольштейн, Пиннеберг предоставил беженцам возможность для постоянного проживания.

## Население

Рост населения города с 1824 по 2016 год по смежным данным

- 1824: 900
- 1875: 3060
- 1905: 6074
- 1927: 7903
- 1939: 13494
- 1948: 24885
- 1955: 25161
- 1970: 36002
- 1990: 37134
- 1998: 39382
- 1999: 39300
- 2000: 39423
- 2001: 39502
- 2002: 39905
- 2003: 40244
- 2004: 41063
- 2005: 41461
- 2006: 41972
- 2007: 42301
- 2008: 42367
- 2009: 42314
- 2010: 40988
- 2011: 41270
- 2012: 41726
- 2013: 42055
- 2014: 42002
- 2016: 42638

## Политика

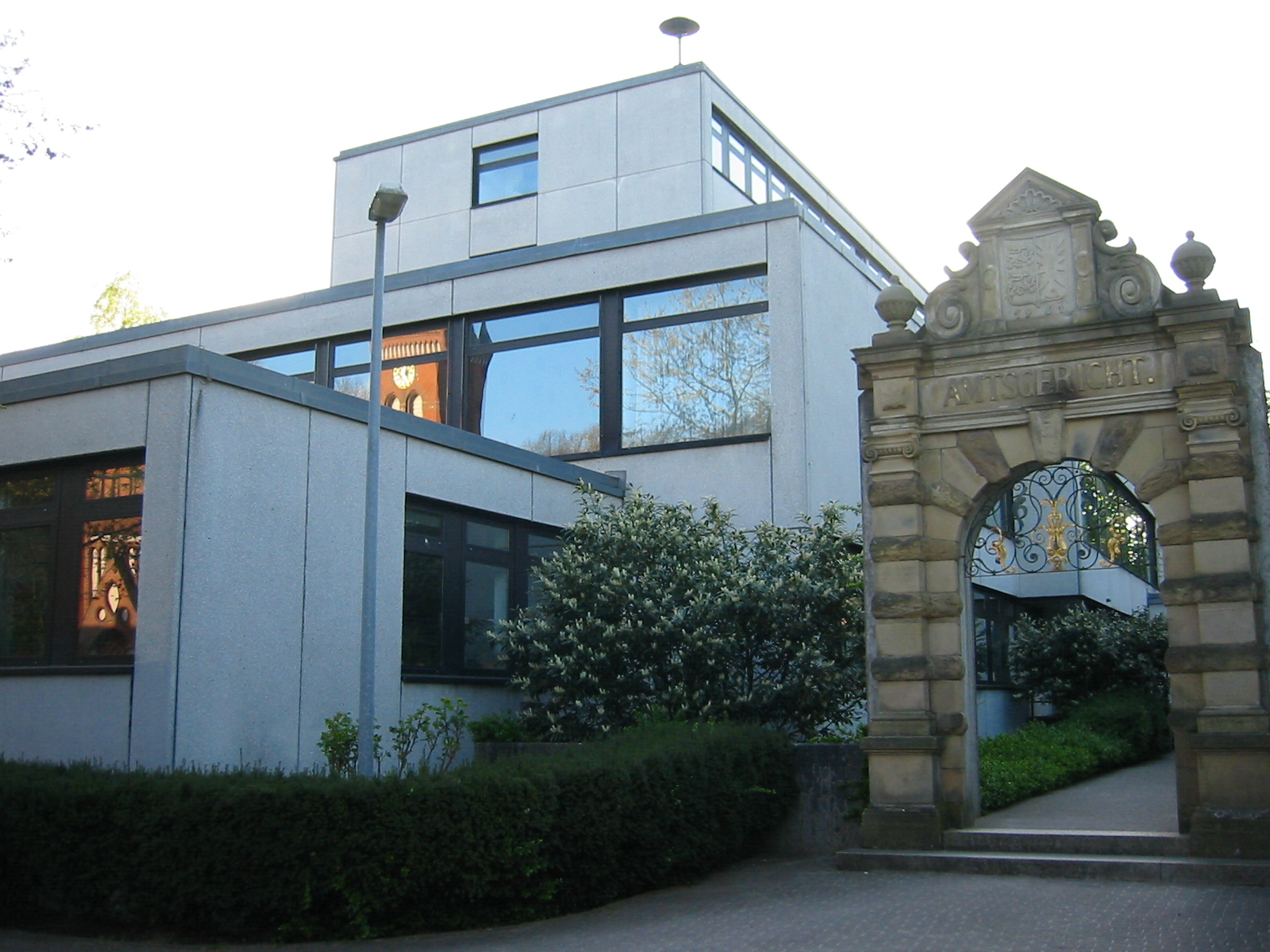
Здание районного суда

### Совет
Распределение мест в Совете Пиннеберга по итогам местных выборов 6 мая 2018 года:
| Партия      | Голоса | %       | Места |
| ----------- | ------ | ------- | ----- |
| ХДС         | 4561   | 33,49 % | 14    |
| СДПГ        | 3330   | 24,45 % | 10    |
| Зелёные     | 3323   | 24,40 % | 10    |
| Независимые | 1294   | 9,50 %  | 4     |
| СвДП        | 1111   | 8,16 %  | 3     |

### Бургомистры
Кристоф Косак (независимый), 1876—1901; Франц Хайнзон, 1901—1923; Вильгельм Бурмейстер (СДПГ), 1923—1933; Генрих Бакхаус (НСДАП), 1933—1937; Карл Курс (НСДАП), 1937—1945; Дитмар Петерсен (независимый), 1945; Ричард Кён (СДПГ), 1945—1950; Генри Глиссманн (СДПГ), 1950—1963; Ханс-Герман Кат (независимый), 1963—1990; Ян Неверманн (СДПГ), 1990—1996; Хорст-Вернер Нитт (независимый), 1996—2008; Кристин Альхейт (СПД), 2008—2012; Клаус Зейферт (ХДС), 2012; Урте Штейнберг (независимый), с 2013 года.

### Герб и флаг
Герб и флаг Пиннеберга были утверждены 25 ноября 1960 года. Описание герба: «На красном поле щита в нижней части зелёный холм с тремя вершинами, разделённый по горизонтали серебряной волнистой линией. На главной центральной вершине холма серебряная квадратная трёхуровневая зубчатая башня, сужающаяся вверх с каждым уровнем, с открытыми воротами, в которых видна золотая приподнятая решётка. По обеим сторонам от башни в верхней части герба по золотой шестиконечной звезде».
Башня на гербе символизирует бывший замковый комплекс и эпоху, когда Пиннеберг был центром одноимённого графства. Селение Пинненберге и замок впервые упоминаются в источниках под 1351 годом. Замок был временной резиденцией Пиннебергергской линии графов Шауэнбурга и Гольштейна, чьи исконные земли находились по берегам Везера. В 1640 году род Шауэнбургов вымер, замок стал приходить в упадок. В 1720 году графский замок был окончательно снесён. В XVIII веке Пиннеберг стал административным центром. В селении располагалась резиденция дроста, управлявшего королевским владением Пиннеберг, что послужило его развитию с 1826 года. После того, как через Пиннеберг была проложена железная дорога Гамбург—Альтона—Киль, он стал промышленным центром, а в 1875 году ему был присвоен статус города. До утверждения современного герба на печати Пиннеберга был изображён гольштинский лист крапивы. Происхождение звёзд по обе стороны башни неясно. Вероятно, дело в декоре. Трёх вершинный холм символизирует расположение бывшего замка на Крепостной горе. Расположение города на южном берегу Пиннау, впадающей в Эльбу, обозначено на гербе серебряной волнистой полосой. Герб был разработан Максом Кирмисом из Ноймюнстера и геральдистом Вилли «Хорсом» Липпертом из Брунсбюттеля.
На флаге Пиннеберга изображён герб города на белом поле, каждое из которых окаймлено узкой красной полосой сверху и снизу, слегка смещенной от центра полотна к краям.

### Побратимы
Пиннеберг является побратимым города Роквилл в штате Мэриленд (США), округа Нзега (Танзания), города Хадерслев (Дания) и города Приморск (Российская Федерация). Побратимые отношения, заключённые в 1957 году, между Роквиллом и Пиннебергом стали первыми в Германии контактами подобного рода после Второй мировой войны между побеждённой и победившей сторонами.

## Экономика

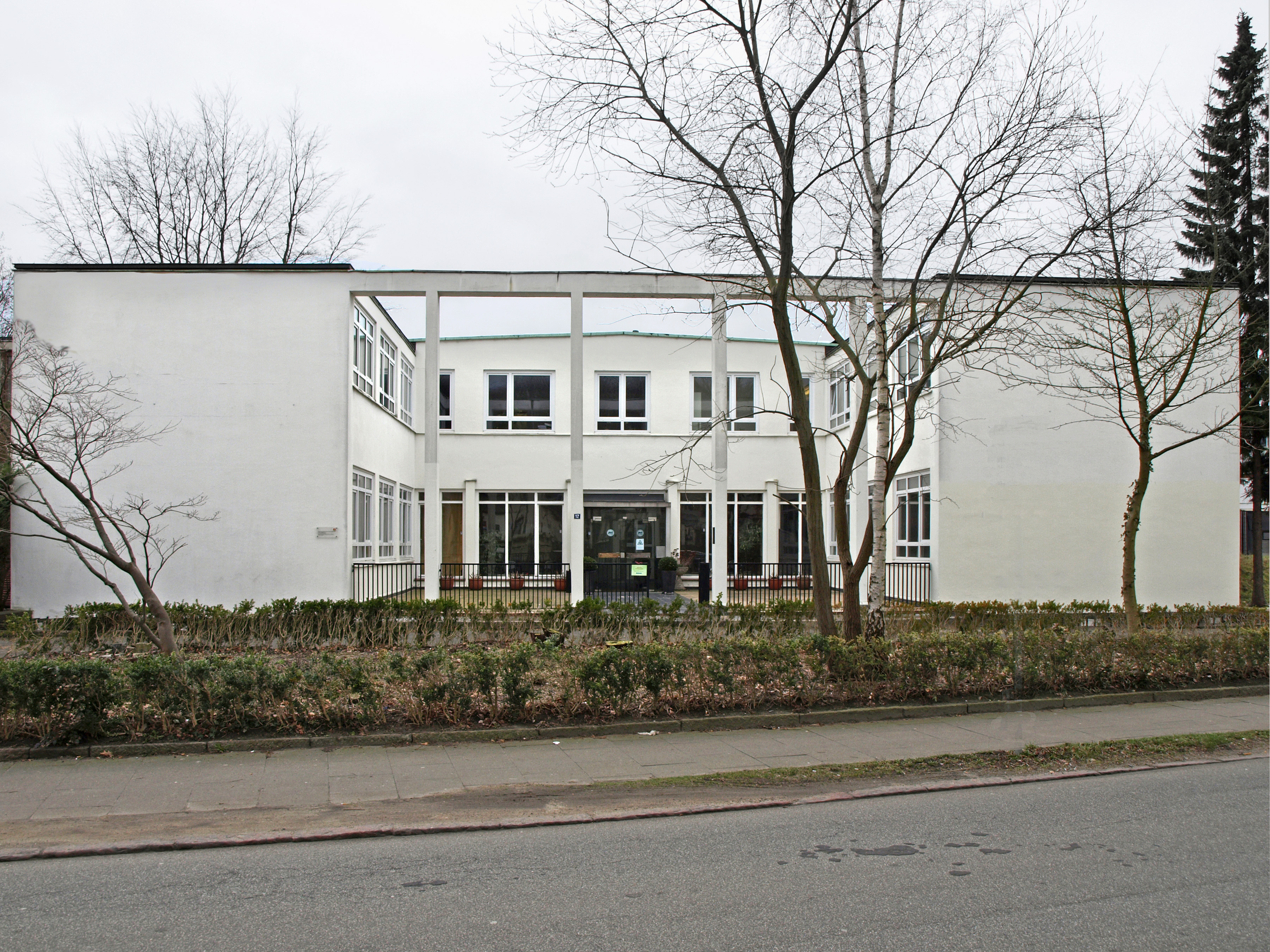
Здание приемной на заводе ILO, построено в 1932

В настоящее время в Пиннеберге распространён бизнес по выращиванию и культивированию различных пород деревьев, кустарников и цветов. Большая часть продукции выращивается на экспорт за пределы земли Шлезвиг-Гольштейн. Покупателями продукции являются германские и зарубежные компании по культивированию деревьев, ландшафтные дизайнеры, садовые центры и универмаги.
На улице Дингштетте в городе открыта пешеходная зона, на территории которой находится торговый центр и несколько небольших торговых рядов. На розничную торговлю в Пиннеберге негативно влияет его близость к городу Гамбург и гипермаркеты, расположенные в окрестностях. После переноса еженедельного рынка в центр города городским советом было сделано несколько предложений по эксплуатации торговых точек на территории рыночной площади. Проект постройки гипермаркета провалился из-за референдума, но было одобрено строительство пивоварни.
В Пиннеберге действует станция Немецкой метеорологической службы (DWD). В 1913—1990 годах в городе работал моторный завод ILO. Компания была крупнейшим производителем двухтактных двигателей в Германии. В 1856 году здесь был открыт металлургический завод, который в 1878 году приобрёл предприниматель Герман Вупперман. При нём и его сыне Отто Вуппермане компания превратилась в одного из крупнейших работодателей в Пиннеберге. В 1960-х годах завод был закрыт.

### Инфраструктура

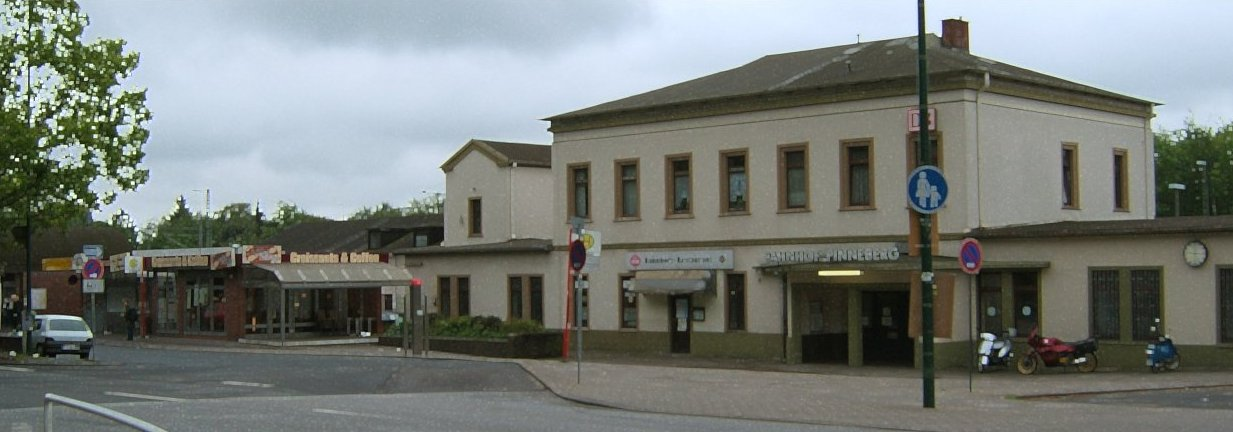
Вокзал

Пиннеберг расположен между федеральной автомагистралью 23 с тремя перекрёстками на востоке и автомагистралью 103 на западе. В 1970-х в Пиннеберге появился проект западной объездной дороги на автомагистраль 103, чтобы разгрузить город. Первый участок трассы был проложен под названием «Западное кольцо». Строительство двух оставшихся участков началось в 2015 году. Их ввели в эксплуатацию 29 сентября 2019 года под названием «Западный обход».
Через Пиннеберг проходит железная дорога Гамбург—Альтона—Киль, которая была проложена датской железнодорожной компанией «Альтона—Киль». В центре города находится вокзал, где останавливаются поезда Гамбург—Альтона и Гамбург—Гауптбанхоф, следующие через Эльмсхорн на Итцехо и Врист. После изменения расписания большинство поездов в Хузум и Зильт, а также в Ноймюнстер, Фленсбург и Киль проходят через Пиннеберг без остановок. Гамбургская городская электричка имеет конечную остановку в Пиннеберге. Здание вокзала, построенное в 1844 году, является самым старым из сохранившихся вокзалов в земле Шлезвиг-Гольштейн. С конца 2018 года вокзал был капитально отремонтирован и построен новый пешеходный туннель, чтобы пассажирам северной линии больше не приходилось переходить платформу городской железной дороги.
Еще одна станция городской электрички находится в районе Тесдорф. Рядом с ней расположена большая парковка «Паркуйся + Езжай», которой пользуются многие пассажиры района Пиннеберг, в том числе из Торнеша и Бармштедта.
Транспортная компания Габмург—Гольштейн (VHH) имеет несколько автобусных маршрутов в рамках Гамбургской транспортной ассоциации (HVV), связанных с Пиннебергом и его окрестностями. Основными маршрутами являются: 185 «Вокзал Эльмсхорн — Даймлерштрассе — Эллерхоп — Куммерфельд — Вокзал Пиннеберг — Реллинген — Хальштенбек», 285 «Вокзал Пиннеберг — Гамбург-Изенброк», 195 «Вокзал Пиннеберг — Ниндорф Норд», 295 «Вокзал Пиннеберг — Гарштедт», 395 «Вокзал Пиннеберг — Тангштедт», 594 «Ведель — Пиннеберг — Квикборн — Нордерштедт Митте», 6663 «Вокзал Пиннеберг — Итерзен».

## Культура

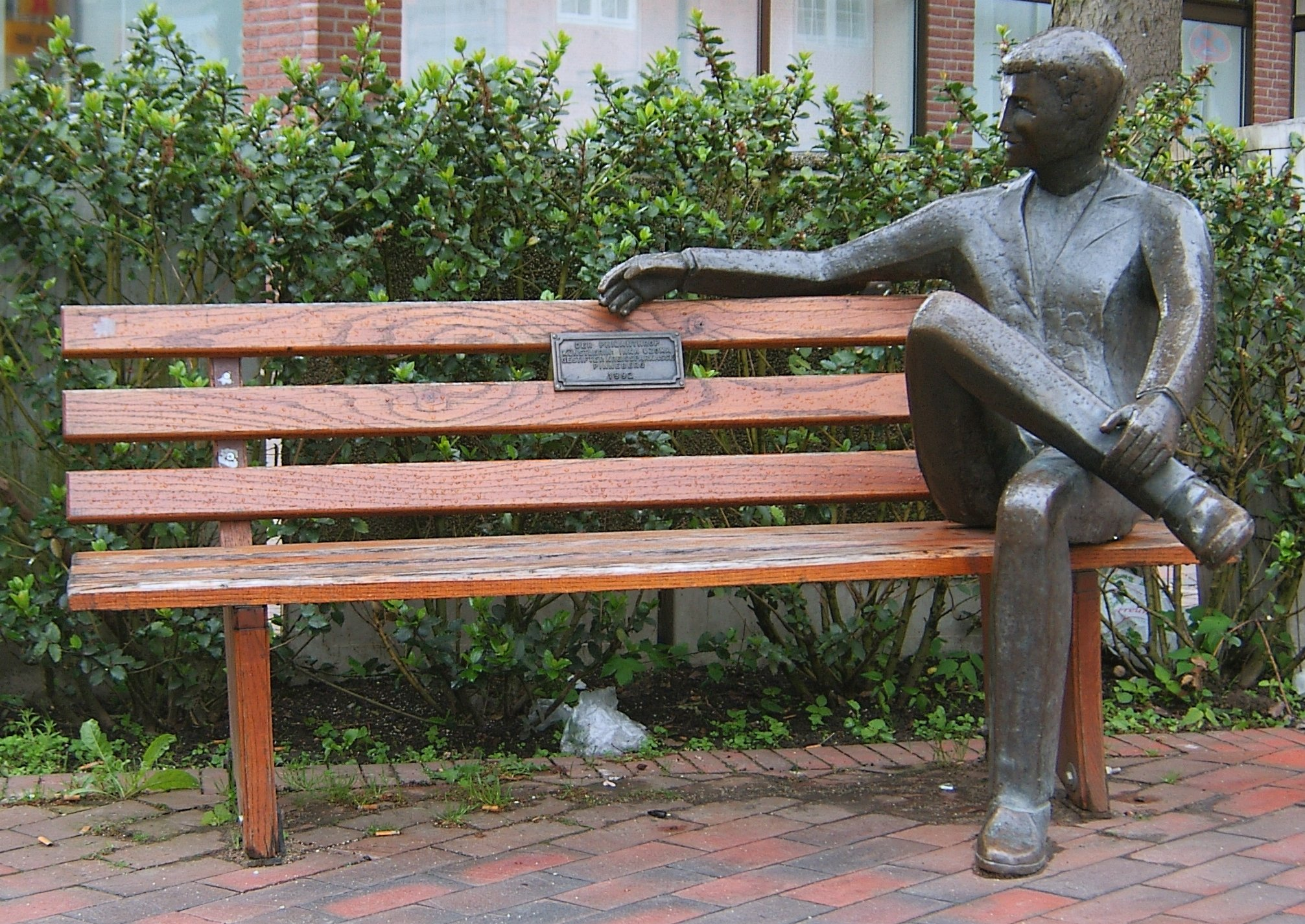
Скульптура «Филантроп»

Ежегодно в конце второй недели августа в Пиннеберге проходит джазовый фестиваль «Летний джаз» («SummerJazz»), который известен по всей Германии. Куратором фестиваля на протяжении многих лет был Готфрид Бёттгер, в настоящее время его преемник Том Шака. Также в городе в начале июля проводится ежегодный фестиваль вина, а в начале сентября — день города. В Дростейпарке регулярно проходит рок-фестиваль «Проснись ПИ» («Wake Up PI»), на котором выступали в 2006 году 4Lyn, а в 2007 году One Fine Day.
Издательство «А. Байг» выпускает ежедневную газету Пиннебергский листок. С марта 2009 года в Пиннеберге издается городской журнал под названием «Пиннванд». Это глянцевый журнал, целевой аудиторией которого являются жители региона.
В Пиннеберге действуют музей города, музей Земланда, Немецкий детский музей и музей истории Красного Креста. Торговый центр Пиннеберг (сокращённо ПИЗ) ранее был широко известен пустующими площадями и ярко-жёлтым цветом.
Самый большой спортивный клуб в районе ВфЛ Пиннеберг, в котором насчитывается около 5000 членов. Спортклуб является одним из ведущих клубов в земле Шлезвиг-Гольштейн. Другие клубы в центральной части Пиннеберга — СК Пиннеберг, СУС Вальденау, ТБС Пиннеберг и любительский спортивный клуб Пиннеберг (ASP).
В июле 2007 года в бывшем открытом бассейне в Пиннеберге была открыта арена для водных лыж и вейкборда с большим, свободно доступным пляжным клубом. В зале предусмотрено размещение до 8000 зрителей, а также доступно ведение прямых трансляций через Интернет и ТВ. В непосредственной близости от арены водных лыж находится крытый бассейн Пиннеберга с подогреваемым 50-метровым бассейном для дайвинга. С 2006 года рядом расположен открытый бассейн из нержавеющей стали с прилегающей площадкой для принятия солнечных ванн. В Пиннеберге есть лесной стадион и теннисный клуб. В городе находится штаб-квартира крупнейшего любительского музыкального общества на севере Германии — Музыкальной компании Пиннеберга.

### Образование
В Пиннеберге действуют несколько учебных заведений: школа Ханса Клауссена, школа Рубекампа, школа Хелен Ланге, школа Тесдорфа, школа Вальденау, начальная и общественная школа Пиннеберга без второго уровня среднего образования, Северный школьный центр без второго уровня среднего образования, школа Иоганна Комениуса с уровнем старшей школы, средняя школа Иоганнеса Брамса, средняя школа Теодора Хойса. Также действуют Пиннебергский центр специальной образовательной поддержки, студенческая школа и международный школьный кампус. Последний детский сад в городе закрылся в 2014 году.

### Религия

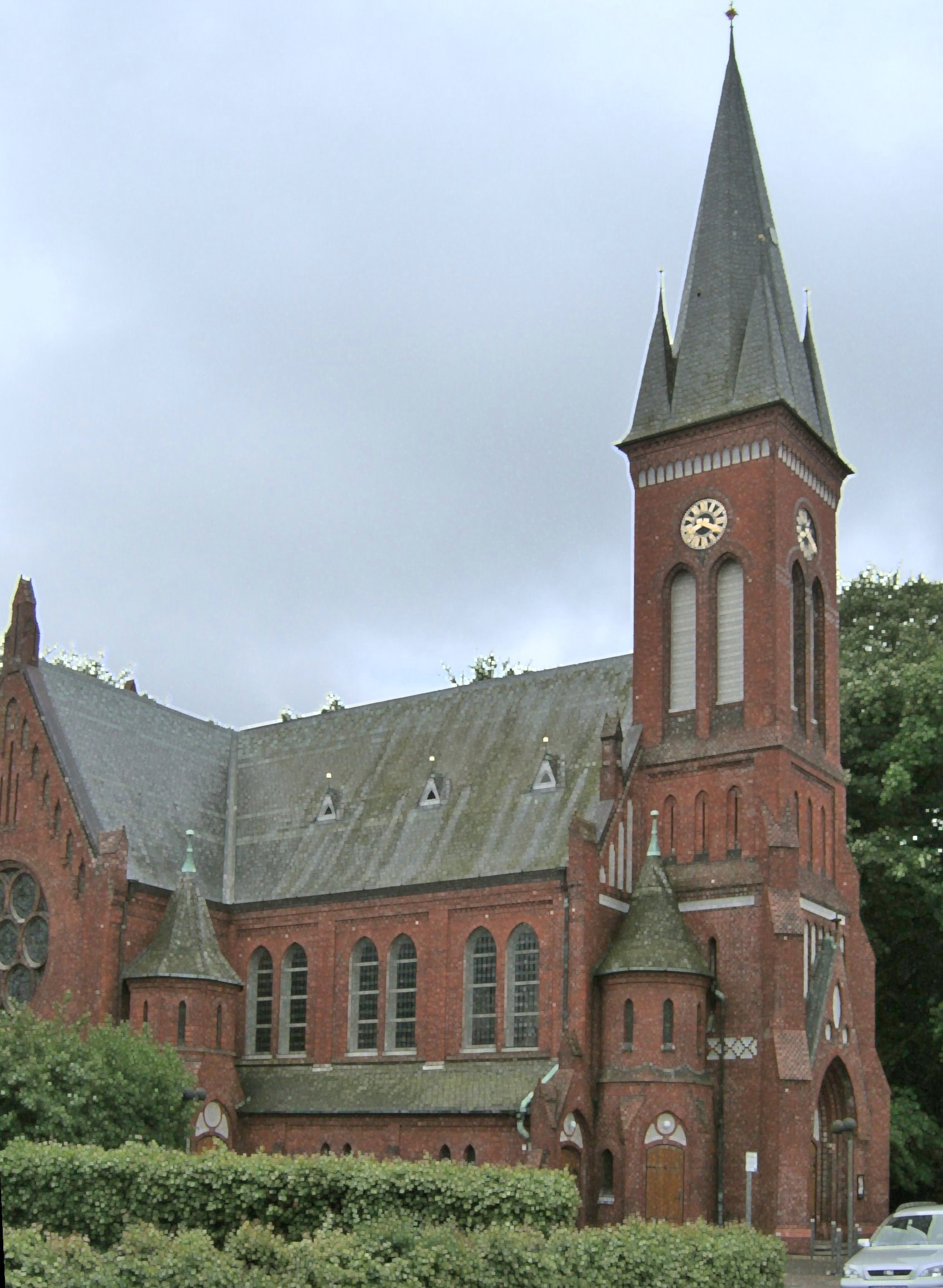
Христускирхе

Вплоть до Реформации территория Пиннеберга входила в юрисдикцию Гамбургско-Бременской архиепископии и находилась под управлением ректора собора. В настоящее время в городе действуют четыре евангелическо-лютеранских прихода Святого Духа (Пиннеберг-Норд), Христа (Pinneberg-Mitte), Лютера (Пиннеберг-Зюд) и Креста (Вальденау), которые входят в церковный район Гамбург-Вест/ Зюдгольштейн в составе Евангелическо-лютеранской церкви в Северной Германии. Кроме того, в Пиннеберге есть община в Евангелической церкви и различные евангелические свободные общины.
Римско-католический приход Святой Екатерины в Пиннеберге, возникший в результате слияния приходов Святого Михаила и Святого Пия и Сердца Иисуса, входит в состав Гамбургской архиепископии. Церковь Святого Пия в городе была снесена в августе 2010 года. Приходская церковь Святого Михаила в Фальцкампе, построенная в 1906 году, была расширена в 2009 году. В Пиннеберге есть также общины Новоапостольской церкви, Свидетелей Иеговы и мормонов (Церковь Иисуса Христа Святых последних дней). Действуют исламская и иудейская общины. Мусульмане, главным образом турецкого происхождения, имеют место для собраний, курируемое Турецко-исламским союзом Института религии. У иудейской общины есть свой центр с молитвенной комнатой на проспекте Клара-Бартрам-Вег. Рядом с городским кладбищем находится еврейское кладбище.
Самым старым кладбищем в Пиннеберге является кладбище в Кирххофсвеге (ныне кладбище прихода Лютера в Пиннеберге), основанное в 1891 году. В 1939 году президент земельного правительства одобрил строительство нового кладбища. Так называемое городское кладбище было создано в Хогенкампе как лесное кладбище и не связано с конфессиями или религиями. На этом кладбище также есть 167 могил солдат Второй мировой войны, а также 34 могилы иностранных и подневольных рабочих и их детей, некоторые из которых родились в Германии.

### Достопримечательности
- Дворец Дростей (1765—1767);
- Бывший дом магистрата (1855);
- Бывшая администрация района (1893);
- Водонапорная башня (1912);
- Особняк в Вальденау.

## Тривия
В регионе широко было распространено разведение породы беговых собак Австрийский Пенненсбрук, получившая название по региону.